# 土耳其河流列表
土耳其河流列表，列舉全部或部分在土耳其境內的河流，並依照流域排列。支流則由河口至源頭排序。

## 注入黑海

### 歐洲
- 雷佐沃河
- 韋萊卡河

### 安那托利亞
- 克澤爾河
- 薩卡里亞河
- 耶希勒馬克河
- 喬魯赫河

## 注入愛琴海

### 歐洲
- 馬里查河
  - 登薩河

### 安那托利亞
- 大門德雷斯河
- 小門德雷斯河
- 蓋迪茲河
- 卡拉門德雷斯河

## 注入地中海
- 馬納夫加特河
- 歐里梅敦河
- 格克蘇河
- 塞伊漢河
- 奧龍特斯河

## 注入波斯灣
- 阿拉伯河
  - 底格里斯河
    - 巴特曼河

  - 幼發拉底河
    - 哈布爾河
    - 薩朱爾河
    - 卡拉蘇河
    - 穆拉特河

### 注入裏海
- 庫拉河
  - 阿拉斯河
    - 阿胡良河